# Diamonds (песня Megan Thee Stallion и Нормани)
«Diamonds» — песня американской рэперши Megan Thee Stallion, записанная при участии певицы Нормани. Песня была издана 10 января 2020 года лейблом Atlantic Records в качестве лид-сингла с альбома-саундтрека к фильму «Хищные птицы: Потрясающая история Харли Квинн».
Информация о том, что Megan Thee Stallion и Нормани собираются совместно работать над песней, была опубликована в декабре 2019 года. 8 января 2020 года была опубликована обложка сингла, а сама песня вышла в свет 10 января. Авторами песни «Diamonds» стали вами исполнительницы, а также Мэдисон Лав, Эдгар Мачука, Джул Стайн, Кэм Паркер, Лео Робин, Луи Белл, Сантери Кауппинен и Тейла Паркс.
Видеоклип к песне вышел 10 января 2020 года; вдохновением для видео послужила версия песни «Diamonds Are a Girl’s Best Friend» в исполнении Мэрилин Монро из фильма 1953 года «Джентльмены предпочитают блондинок».

## Позиции в чартах
| Чарт (2020)                                    | Высшая позиция |
| ---------------------------------------------- | -------------- |
| Новая Зеландия (RMNZ)                          | 23             |
| США (Billboard Bubbling Under Hot 100)         | 16             |
| США (Billboard Digital Songs)                  | 31             |
| США (Billboard R&B/Hip-Hop Digital Song Sales) | 12             |
| США (Billboard Rhythmic)                       | 27             |

## Хронология издания
| Страна | Дата           | Формат                         | Лейбл    | Ссылка |
| ------ | -------------- | ------------------------------ | -------- | ------ |
| Разные | 10 января 2020 | цифровая дистрибуция, стриминг | Atlantic | [ 10 ] |